# Ruta (Camogli)
Ruta (A Rûa in ligure) è una frazione del comune di Camogli, nella città metropolitana di Genova. Posizionata a 269 m sul livello del mare, dista circa 3,5 km dal capoluogo comunale.

## Geografia fisica

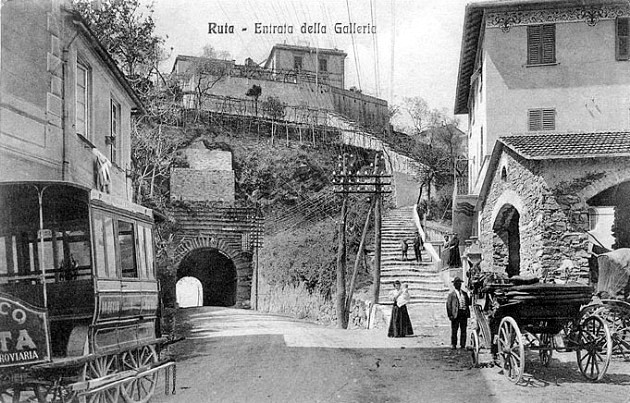
La galleria di Ruta lungo l'Aurelia in una fotografia di fine Ottocento e inizio Novecento

La frazione è ubicata lungo la dorsale che divide i due versanti principali del promontorio del monte di Portofino, quest'ultimo spartiacque tra le due zone geografiche del golfo del Tigullio (ad est) e del Golfo Paradiso (ad ovest).
Il territorio frazionario è costituito da un buon numero di case sparse lungo la collina, non esiste infatti un unico centro o borgo storico, attraversato principalmente dalla strada statale 1 Via Aurelia e dalla provinciale 31 di San Martino di Noceto. La prima collega Ruta a Recco ad ovest, e alla frazione di San Lorenzo della Costa e quindi a Santa Margherita Ligure ad est; la seconda arteria stradale permette di raggiungere la frazione di San Martino di Noceto, nel comune di Rapallo, o ancora, attraverso una strada comunale, la località camogliese di Bana.
Dalla frazione di Ruta dipartono diversi sentieri all'interno del Parco naturale regionale di Portofino: la pedonale per Portofino Vetta o la carrabile per la vicina frazione camogliese di San Rocco.

## Storia

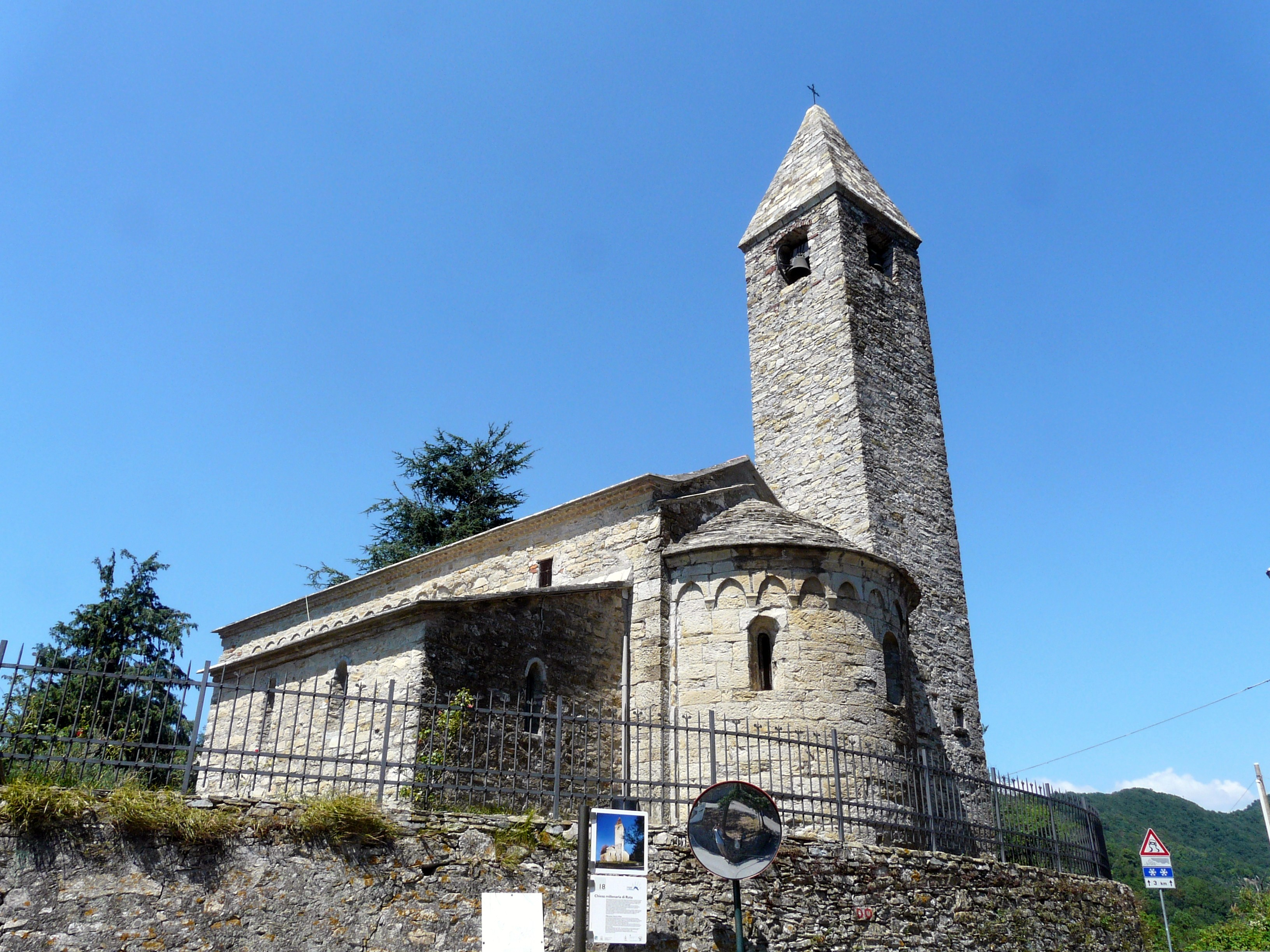
La chiesa Millenaria

Quasi certamente il nucleo di Ruta ha origini antiche. Un primo centro si formò già in epoca medievale attorno all'antica chiesa Millenaria - edificata intorno al XIII secolo - e alla Via Romana per Bana. Per la sua posizione geografica fu un'importante zona di scambi commerciali per il passaggio delle principali vie di collegamento tra i nuclei di Camogli, Santa Margherita Ligure e Rapallo.
Storicamente compreso nel territorio feudale e quindi comunale di Camogli, ne seguì le sorti storiche.
Il suo valico lungo il crinale fu il teatro di battaglia, il 15 novembre del 1799, in uno scontro armato tra le truppe francesi e i soldati austriaci per il controllo del comprensorio del Tigullio e del Golfo Paradiso.
Nel corso dell'Ottocento venne potenziata e modernizzata la strada carrozzabile (l'odierna strada statale 1 Via Aurelia) nel tratto tra Recco - Ruta - Rapallo, e realizzata la strada carrozzabile che finalmente unì Camogli e la frazione (l'odierna strada provinciale 30 di Camogli), dando inoltre il via ai primi collegamenti di trasporto passeggeri verso lo "snodo" viario di Ruta.

## Monumenti e luoghi d'interesse

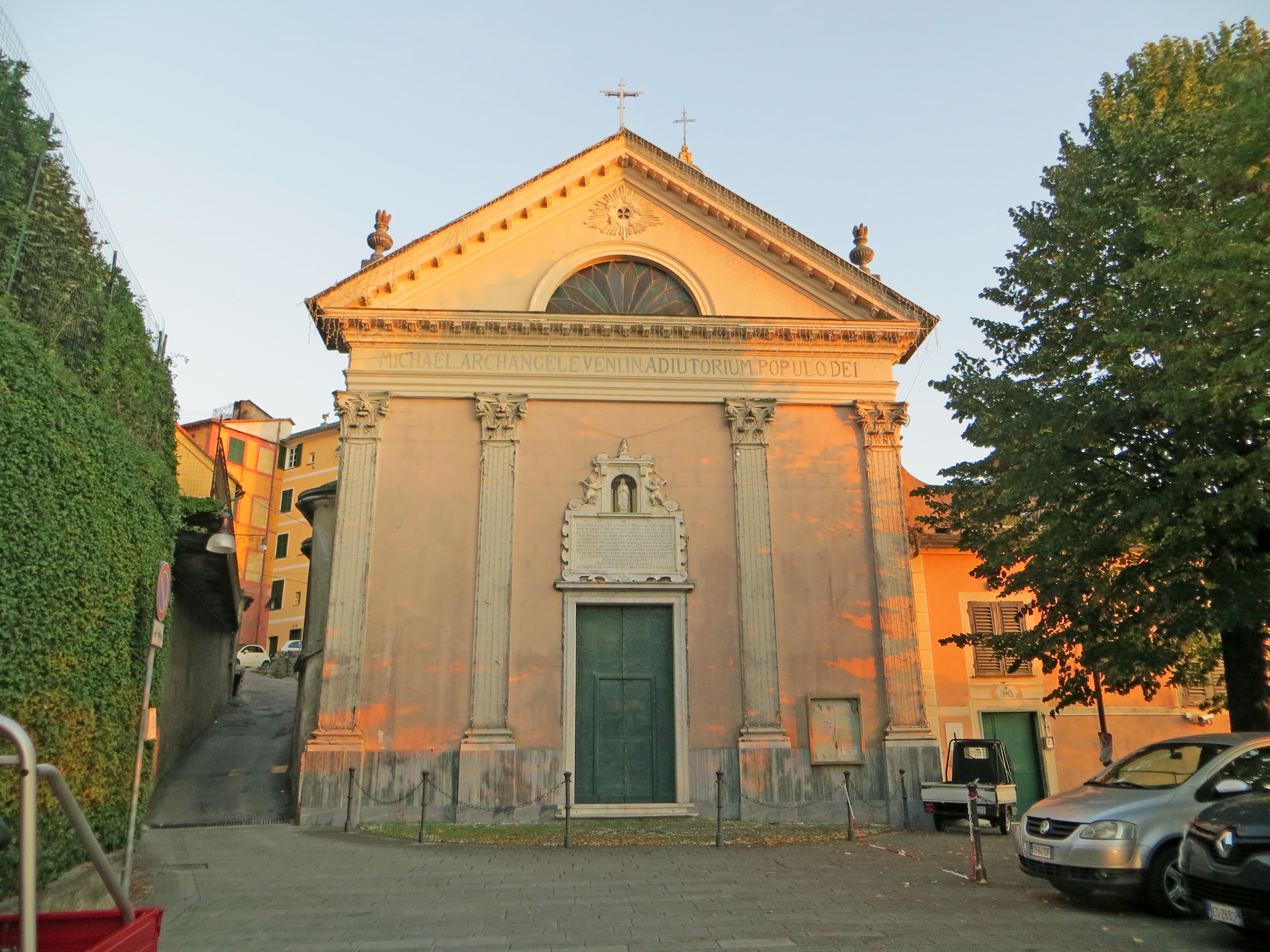
La chiesa parrocchiale di San Michele Arcangelo

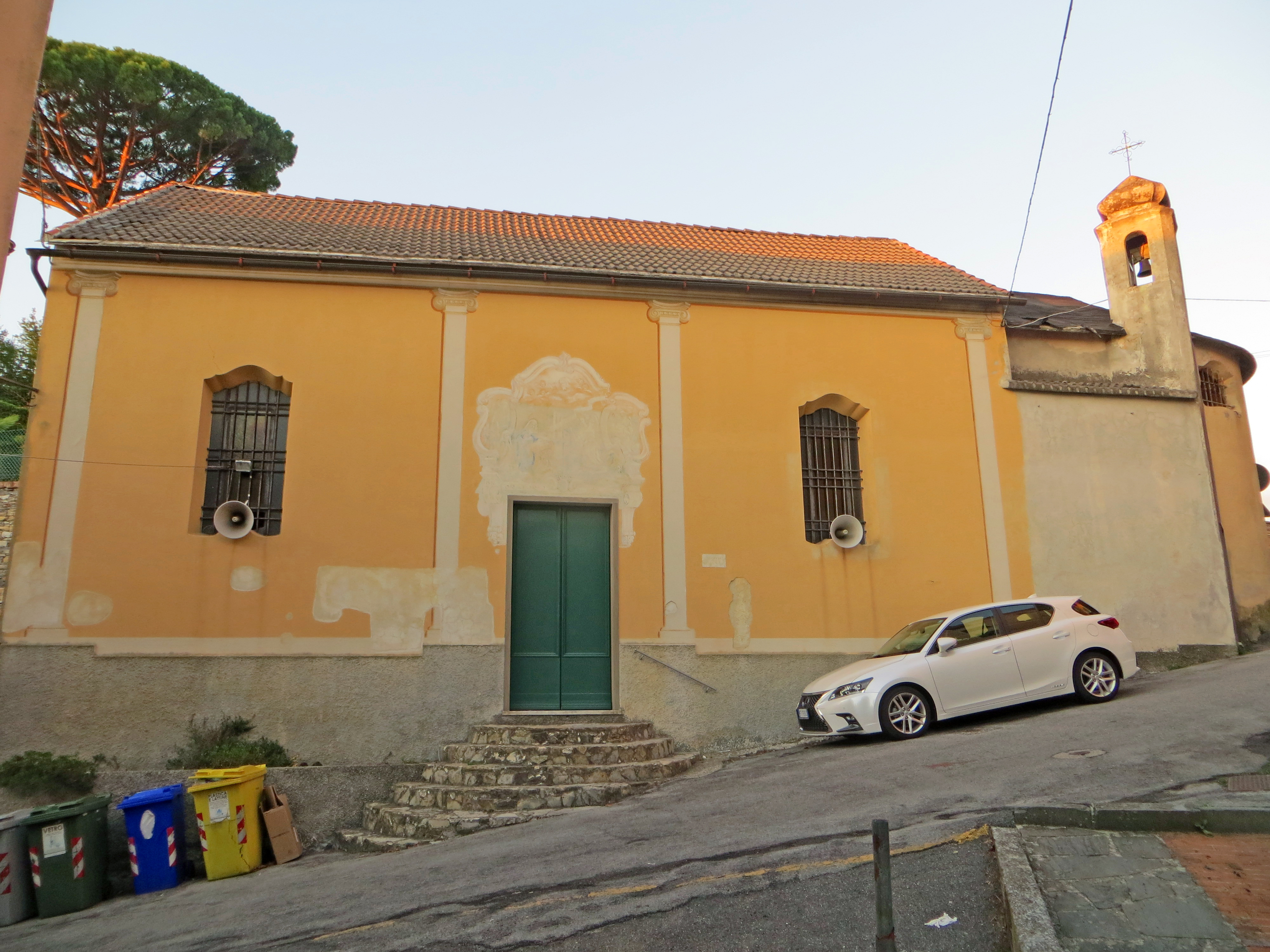
L'oratorio della Santissima Annunziata

### Architetture religiose
La locale chiesa parrocchiale è dedicata a san Michele Arcangelo, costruita nel XVII secolo in sostituzione della preesistente chiesa millenaria romanica, quest'ultima parrocchiale di Ruta fino al 1627. Dall'antica chiesa dipartono vari sentieri lungo il crinale tra la valle del torrente Recco e il Tigullio.
Nei pressi l'oratorio della Santissima Annunziata, risalente al XVII secolo.

## Cultura

### Eventi
Tra le ricorrenze religiose della frazione vi è la festività patronale di san Giovanni martire, solitamente l'ultimo sabato e domenica di agosto.

## Sport
Negli anni novanta del Novecento la locale squadra calcistica della Rutese andò a fondersi con la società Carlo Grasso di Rapallo dando corpo alla nuova compagine della U.C. Grassorutese che militò in alcuni campionati di Eccellenza: stagione 1996-1997, 1997-1998 e 1998-1999.